# Johan Sundstein
Johan Sundstein, N0tail, född 8 oktober 1993, är en dansk professionell Dota 2-spelare. Sundstein är en av fem Dota 2-spelare som har vunnit två The International-turneringar. Sundstein är den e-sport-spelare som har tjänat mest pengar någonsin inom e-sport.

## Karriär
Johan Sundstein föddes i Danmark den 8 oktober 1993 av sina färöiska föräldrar. Sundstein spelade Heroes of Newerth innan han började spela Dota 2 där han spelade solo mid-rollen. Efter sitt byte till Dota 2 bytte han även roll till support-rollen.
Sundstein började sin Dota 2-karriär i laget Fnatic.EU som han spelade för mellan 2012 och 2014. Sedan hoppade han runt mellan olika lag som Team Secret, Cloud9 och (monkey) Business. Till slut valde Sundstein att starta sitt eget lag under namnet OG. Han plockade upp flera andra spelare tillsammans med sin vän Fly. Under perioden 2015–2017 var OG ostoppbara. De vann alla Valve-sponsrade majors under denna period, men samtidigt kämpade de med att komma ur gruppspelen i The International. Efter en stridig period plockade Sundstein upp flera nya spelare, bland annat den okända spelaren Topson, och den lagkompositionen gick vidare till att vinna både The International 2018 och The International 2019. Topson stannade kvar i OG under lågsäsongen och OG bjöds in till The International 2019 som de senare vann. Sundstein är därför en av fem Dota 2-spelare som har vunnit två The International-turneringar. Sundstein är den e-sport-spelare som har tjänat mest pengar någonsin inom e-sport.